# سامسونگ اس‌جی‌اچ-ان۴۰۰
سامسونگ اس‌جی‌اچ-ان۴۰۰ یک‌نمونه از گوشی‌های تلفن همراه سری N شرکت سامسونگ می‌باشد که توسط همین شرکت به بازار عرضه شده است.